# Royal Jordanian

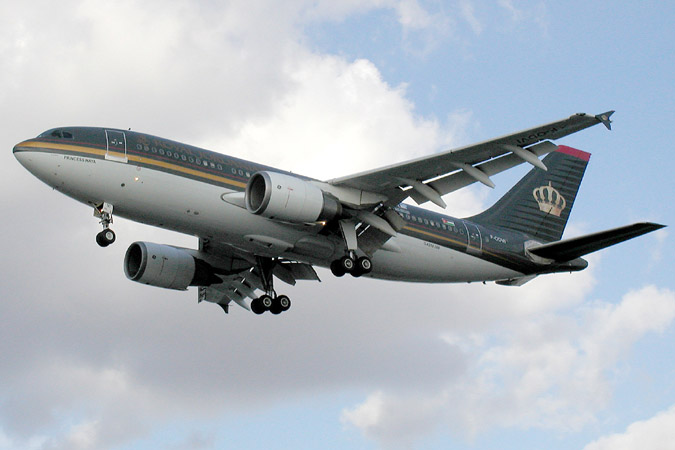
Airbus A310-300 w barwach Royal Jordanian

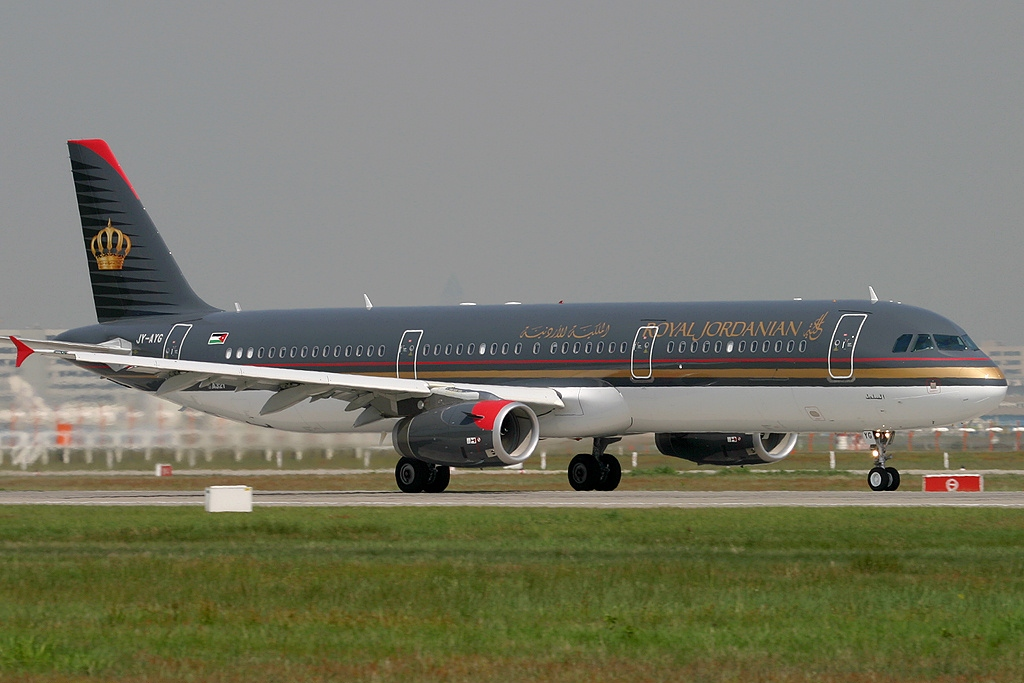
Airbus A321 Royal Jordanian

Royal Jordanian (ar. الملكيَّة الأردنيَّة) – jordańska narodowa linia lotnicza z siedzibą w Ammanie, obsługująca regularne połączenia międzynarodowe z Afryką, Azją, Europą i Ameryką Północną. Należy do stowarzyszenia Arab Air Carriers Organization i sojuszu Oneworld. Głównym węzłem jest Port lotniczy Amman.
Wcześniej, w latach 1963-1986 były znane jako Alia Airlines (Alia to imię najstarszej córki króla Husseina).
Agencja ratingowa Skytrax przyznała przewoźnikowi 3 gwiazdki.

## Flota
Według stanu na sierpień 2025 flota Royal Jordanian składała się z 36 samolotów, w tym 1 dedykowanym do transportu cargo, o średnim wieku 7,6 lat:
| Samolot               | Samolot | Samolot   | Liczba miejsc | Liczba miejsc | Liczba miejsc | Uwagi |
| Model                 | Aktywne | Zamówione | B             | E             | Łącznie       | Uwagi |
| --------------------- | ------- | --------- | ------------- | ------------- | ------------- | ----- |
| Airbus A320-200       | 7       | –         | 12            | 138           | 150           |       |
| Airbus A320neo        | 8       | 4         | 12            | 138           | 150           |       |
| Airbus A320neo        | 8       | 4         | –             | 180           | 180           |       |
| Airbus A321-200       | 2       | –         | 20            | 142           | 162           |       |
| Airbus A321neo        | –       | 2         | 12            | 177           | 189           |       |
| Boeing 787-8          | 7       | –         | 24            | 246           | 270           |       |
| Boeing 787-9          | –       | 2         | 32            | 280           | 312           |       |
| Embraer E175          | 2       | –         | 12            | 60            | 72            |       |
| Embraer E195          | 1       | –         | 12            | 92            | 104           |       |
| Embraer E190-E2       | 4       | –         | 12            | 80            | 92            |       |
| Embraer E195-E2       | 4       | –         | 12            | 110           | 122           |       |
| Royal Jordanian Cargo |         |           |               |               |               |       |
| Airbus A321-200F      | 1       | –         |               |               |               |       |
| Razem                 | 36      | 8         |               |               |               |       |

## Linie partnerskie
Royal Jordanian oferuje pasażerom połączenia lotnicze w formie code-share z poniższymi liniami lotniczymi:
| - American Airlines - British Airways - Etihad Airways - Gulf Air - ITA Airways | - Malaysia Airlines - Oman Air - Qatar Airways - TAROM - Turkish Airlines |

## Połączenia
W 2025 przewoźnik realizował połączenia do 58 portów lotniczych w 31 krajach regionu Bliskiego Wschodu, Afryki Północnej, Europy Zachodniej, Ameryki Północnej i Azji Południowej.